# Dana Tyrell
Dana Tyrell (* 23. April 1989 in Airdrie, Alberta) ist ein kanadischer Eishockeyspieler, der seit März 2014 bei den Columbus Blue Jackets in der National Hockey League unter Vertrag steht und parallel für deren AHL-Farmteam Springfield Falcons zum Einsatz kommt.

## Karriere
Dana Tyrell begann seine Karriere als Eishockeyspieler bei den Prince George Cougars, für die er von 2005 bis 2009 in der kanadischen Juniorenliga Western Hockey League aktiv war. In diesem Zeitraum wurde er im NHL Entry Draft 2007 in der zweiten Runde als insgesamt 47. Spieler von den Tampa Bay Lightning ausgewählt. Für deren Farmteam Norfolk Admirals gab er gegen Ende der Saison 2007/08 sein Debüt im Seniorenbereich, als er in elf Spielen sechs Scorerpunkte, davon ein Tor, in der American Hockey League erzielte. In der Saison 2009/10 hatte der Center einen Stammplatz bei den Norfolk Admirals in der AHL. In der folgenden Spielzeit schaffte er den Sprung zu den Tampa Bay Lightning, für die er in insgesamt 85 Spielen in der National Hockey League sechs Tore erzielte und neun Vorlagen gab.
Zu Beginn der Saison 2013/14 konnte sich Taormina nicht im NHL-Aufgebot durchsetzen und wurde im September an das AHL-Farmteam Syracuse Crunch abgegeben. Im März 2014 wurde er im Rahmen eines Tauschgeschäfts, das insgesamt vier Spieler umfasste, an die Columbus Blue Jackets abgegeben. Diese setzten ihn in der Folge bei den Springfield Falcons ein.

### International
Für sein Heimatland spielte Tyrell bei der World U-17 Hockey Challenge 2006 im Team Canada Pacific und der Super Series 2007.

## Statistik
Stand: Ende der Saison 2014/15